# أندرو هايندز
أندرو هايندز (بالإنجليزية: Andrew Hinds) هو منافس ألعاب قوى باربادوسي، ولد في 25 أبريل 1984.

## وصلات خارجية
- أندرو هايندز على موقع الاتحاد الدولي لألعاب القوى (الإنجليزية)
- أندرو هايندز على موقع الدوري الماسي (الإنجليزية)
- أندرو هايندز على موقع أوليمبيديا (الإنجليزية)